# Agonum tropicum
Agonum tropicum är en skalbaggsart som beskrevs av Victor Ivanovitsch Motschulsky. Agonum tropicum ingår i släktet Agonum och familjen jordlöpare. Inga underarter finns listade i Catalogue of Life.